# Марта Дрпа
Марта Дрпа (Книн, 20. април 1989) је српска одбојкашица и репрезентативка Србије. Игра на позицији коректора.

## Каријера
Марта је као дете са фамилијом избегла из Книна након протеривања српског становништва у злочиначкој акцији хрватских снага 1995. године. У периоду од 2005. до 2009. године, играла је за Црвену звезду. Већ у првој сезони 2005/06, са свега 16 година била је узданица екипе. У првенству је забележила 176 освојених поена на 14 утакмица (12,6 у просеку). Сезону касније није била у првом плану до завршнице.
Потпуно је заблистала у сезони 2007/08, када са Црвеном звездом осваја бронзану медаљу у ЦЕВ купу на финалном турниру у Београду. Била је најбољи поентер клуба у Звездином европском походу са 134 поена у осам сусрета, као и у лигашком делу првенства са 236 поена у 17 утакмица, док је у купу на три меча уписала 31 поен, а у плеј-офу 74 поена на пет дуела. На крају је била најефикаснија у екипи, рачунајући сва такмичења са 475 поена на 33 сусрета.
Наредну сезону је пропустила, да би се касније отиснула у иностранство, где у сезони 2009/10. осваја титулу и Куп Швајцарске у дресу Волера из Цириха. Након тога јој се губи траг на одбојкашкој сцени, да би велики повратак уследио у сезони 2013/14. у дресу Железничара из Лајковца, где је са 4,10 поена по сету (укупно 287 поена) била четврта у лиги.
Одиграла је сезону за памћење у суботичком Спартаку 2014/15, када добија МВП признање за најбољу одбојкашицу лиге. Уз то је освојила и 202 поена у плеј-офу (4,70 по сету). Стигла је и до дреса репрезентације Србије, после дуже паузе и са 109 поена на девет мечева у Светском Гран прију била најбољи поентер националног тима уз освојену бронзу на Европским играма у Бакуу 2015. године. Као јуниорка је освојила две сребрне медаље 2005. и 2007. године, на Светском првенству и на Универзитетским играма.
У сезони 2019/20. наступала је за руски клуб Јенисеј из Краснојарка.

## Трофеји

### Репрезентација
- Европске игре: 3. место 2015